# Гидроперит
Гидроперит (лат. Hydroperitum) — клатрат пероксида водорода с карбамидом (мочевиной) {\displaystyle {\rm {CO(NH_{2})_{2}\cdot {}H_{2}O_{2}}}}. При растворении в воде получается раствор пероксида водорода и карбамида {\displaystyle {\rm {NH_{2}CONH_{2}}}}. Содержание перекиси водорода в соединении 36,16 %.
Международное наименование: Мочевины пероксид (Urea peroxide)

## Групповая принадлежность
Антисептическое средство

## ATX
D02AE01 Мочевины пероксид.

## Описание действующего вещества (МНН)
Мочевины пероксид

## Лекарственная форма
Таблетки для приготовления раствора для местного применения 0,75 г или 1,5 г; в контурной ячейковой упаковке 10 или 8 и 6 шт. соответственно. Также встречается в форме субстанции-порошка.

## Фармакологическое действие
Антисептическое средство. Оказывает дезинфицирующее, дезодорирующее, гемостатическое действие. При контакте с поврежденной кожей или слизистыми оболочками высвобождается активный кислород, происходит механическое очищение и инактивация органических веществ (белки, кровь, гной).

## Показания
Воспалительные заболевания слизистых, гнойные раны, капиллярное кровотечение из поверхностных ран, носовые кровотечения; стоматит, тонзиллит, гинекологические заболевания (дезинфекция).

## Режим дозирования
Для полоскания полости рта и горла растворяют 1 таблетку (1,5 г) в стакане воды (200 мл) (0,26 % раствор перекиси водорода). Для промывания растворяют 4 таблетки в стакане воды (1 % раствор). Одна таблетка приблизительно соответствует 15 мл 3 % раствора перекиси водорода.

## Условия хранения препарата
В сухом, защищенном от света месте, при температуре от 8 °C до 20 °C.

## Срок годности препарата
2 года

## Противопоказания
Гиперчувствительность.

## Взаимодействие с другими веществами
Нестабилен в щелочной среде, в присутствии сильных восстановителей, сильных окислителей и веществ, из которых легко получаются свободные радикалы; на свету, при нагревании. Реагирует с метамизолом натрия (анальгином), а также с фотографическим фиксажем (тиосульфат натрия и/или метабисульфит натрия) в ходе реакции выделяется едкий дым (диоксид серы), а также с марганцовкой, с выделением кислорода, особенно интенсивным в щелочной среде, особенно при росте температуры такой экзотермической реакции. Как и любой сильный окислитель, обесцвечивает органические красители (в частности, используется для обесцвечивания волос).

## Дополнительные сведения
Антисептическое действие не является стерилизующим, происходит временное уменьшение количества микроорганизмов. Не следует применять окклюзионные повязки. Нельзя использовать для орошения полостей, избегать попадания в глаза. 